# Дорохи (Витебская область)
Дорохи (бел. Дарахі) — деревня в Городокском районе Витебской области Белоруссии. Входит в состав Езерищенского сельсовета. Находится в 6 верстах к северо-востоку от деревни Рудня на берегу озера Сенница.